# 雷聲隆
雷聲隆（英語：Richard Lai Sung-lung，1946年8月4日—2008年3月27日），上海人，出身於紡織工業世家，已故香港立法局議員。

## 生平
雷聲隆在1963年畢業於聖貞德中學中五年級，1964年9月入讀英國布爾頓工業技術學院，1967年完成紡織工藝初級文憑，同年起前往英國利茲大學深造紡織工業高級文憑，至1968年畢業，繼而留校攻讀相關碩士（1969年）與博士學位（1971年）。赴英進修期間曾當選大學校內中國學生會會長。他亦是英國皇家紡織學會高級院士，英國管理學會高級院士。雷聲隆於1971年返回香港後出任香港大通紡織有限公司執行董事、嘉文皮草時裝有限公司常務董事。1985年當選為立法局議員。此外曾擔任荃灣區議會議員、荃灣扶輪社社長、上海香港商會名譽會長、紡織學會美國商會胡漢輝職業先修學校校監等職。1988年角逐連任立法局議席失敗。雷聲隆曾是民協成員，其後又組織成立香港民主同盟，但於1991年退出。2008年3月27日在上海瑞金醫院逝世，終年62歲。

## 個人生活
雷聲隆生前已婚，與妻子李坤儀育有一子兩女，子雷霆鋒，女兒雷心怡、雷心韻。

## 馬主生涯
雷聲隆於1996-1997馬季在香港賽馬會成為馬主，先後擁有名下馬匹「一見鍾情」、「再見鍾情」、「與眾不同」。